# ۳۲۵ (پیش از میلاد)
۳۲۵ (پیش از میلاد) ۳۲۵مین سال قبل از تقویم میلادی است.